# Folwark (Sekursko)
Folwark – osada wsi Sekursko w Polsce, położona w województwie łódzkim, w powiecie radomszczańskim, w gminie Żytno.
W latach 1975–1998 osada należała administracyjnie do województwa częstochowskiego.